# Línia Palamós-Girona-Banyoles
La línia Palamós-Girona-Banyoles era una línia de ferrocarril que unia les localitats de Palamós, Girona i Banyoles. La línia, inaugurada el 1887, va ser construïda i explotada per la companyia Sociedad Anónima del Tranvía del Bajo Ampurdán. El ferrocarril va canviar de propietaris al llarg del temps fins que el 1956 l'Estat el clausurà. Segons el tram era conegut com el Tramvia del Baix Empordà, el Tren Petit o el Tren Pinxo de Banyoles.

## Traçat de la línia
La línia circulava per la carretera i compartia la calçada amb la resta de vehicles, fet que anticipà la seva mort. Només se n'apartava per entrar a Palafrugell, on tenia un ramal que duia a la bòbila de la fàbrica de suro Armstrong, i en l'indret anomenat els revolts de Torrent, ja que la carretera feia moltes giragonses. A Girona, al Pont Major, per agafar millor un revolt a l'entrada de Sarrià de Ter, la via anava de dreta a esquerra i això provocà un xoc amb un camió que va veure com el tren se li tirava a sobre.
El tram Girona-Banyoles circulava per l'antiga carretera C-150.

## Història

### Projectes
L'origen d'aquest ferrocarril es remunta a mitjan segle xix, quan la indústria surera al Baix Empordà estava en el seu punt àlgid. Fou per aquest motiu que es dissenyaren diversos projectes per tal de comunicar les poblacions amb la capital de província, ja que l'únic sistema de què es disposava aleshores eren les tartanes. De totes les idees, la que tingué més èxit fou la del Ferrocarril del Bajo Ampurdán, que preveia un tramvia que recorregués tota la costa entre Caldes de Malavella i Figueres.
El 1878 es posà la primera pedra de les obres a prop de Puig Ses Forques (Mont-ras). El 1882 es constituí la societat Compañía de los Ferrocarriles Económicos de la Selva y Ampurdán per tal de poder fer front a les despeses de la construcció. Però, tot i així els problemes econòmics van ser molt grans i el projecte no es dugué a terme.

### Ferrocarril de via estreta

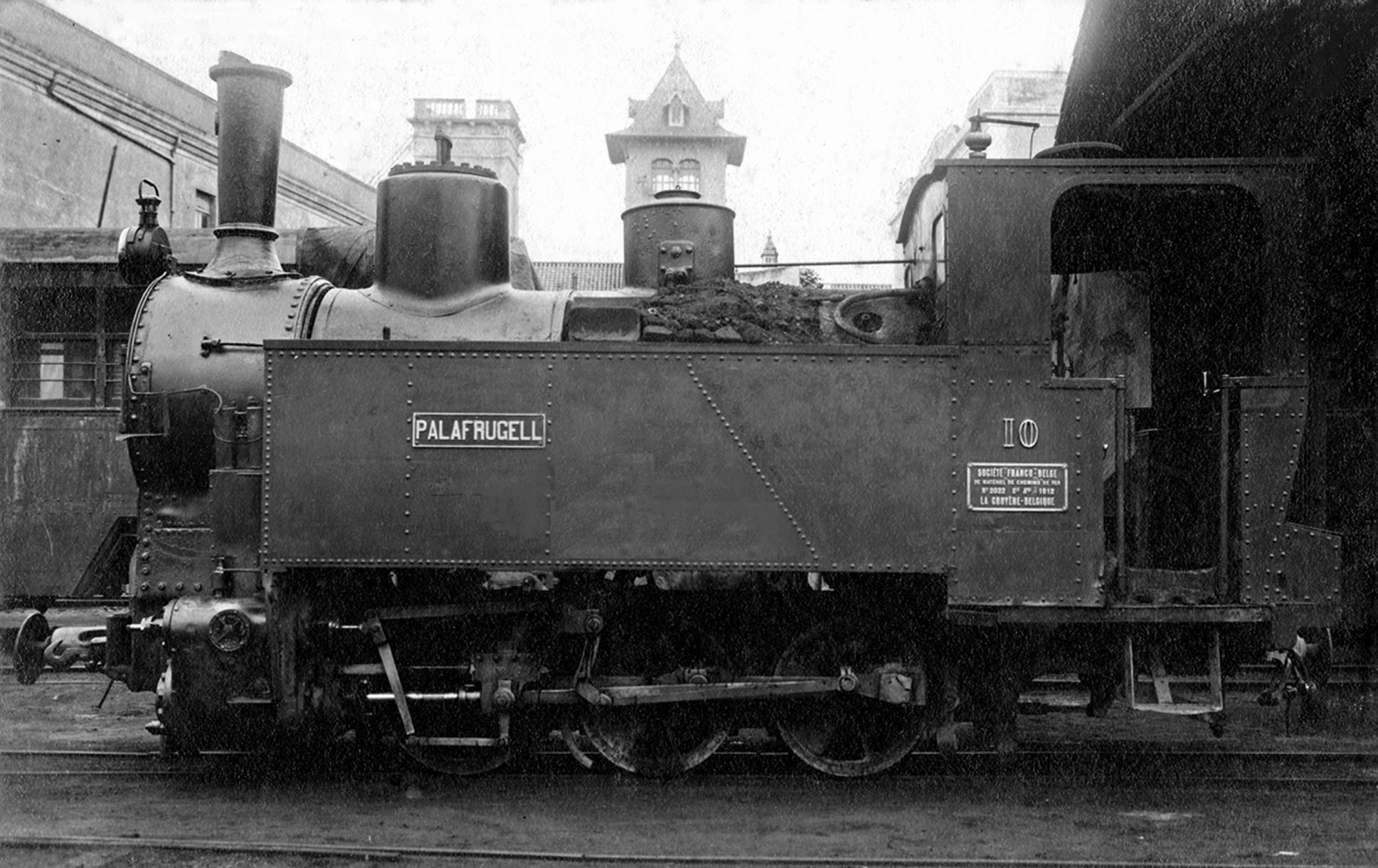
Locomotora del Tren Petit, anomenada Palafrugell, al dipòsit de locomotores de Palamós

El senyor August Pagès i Ortiz va pensar que un projecte menys ambiciós potser tindria més èxit: connectar Palamós amb Palafrugell i la Bisbal d'Empordà i enllaçar aquesta línia amb l'estació de Flaçà, per on passa el ferrocarril de Barcelona a França. El projecte fou aprovat pel Govern Civil de Girona el 1884, any en què també es constituí la societat Tranvía del Bajo Ampurdán. el patrocini del palamosí August Pagès i Ortiz es constituí el 30 de novembre de 1884 la Sociedad Anónima del Tranvía del Bajo Ampurdán, mitjançant 2.000 accions de 500 pessetes aportades per veïns de Palamós, Palafrugell, la Bisbal, Calonge i, en menor grau, Barcelona. Un any més tard el govern els va atorgar la concessió i amb els anys una segona concessió que els permetria allargar la línia fins a Banyoles.

### Els inicis
El 23 de març de 1887 s'inaugurà la línia de Palamós a Flaçà -per poder enllaçar amb el ferrocarril de via ampla de la Companyia dels Ferrocarrils de Tarragona a Barcelona i França, conegut com El Tren Gros- una infraestructura important per a la indústria del suro. Al principi, els resultats no foren els esperats, a causa de la crisi que afectava el sector surotaper i per aquest motiu s'hagué de demanar una subvenció a la Diputació de Girona. Malgrat això, al cap d'uns anys es decidí posar l'empresa a la venda. El novembre de 1905 l'empresa belga Societé Anonyme de Chemins de Fer Économiques en Catalogne la va comprar. A partir d'aleshores, l'empresa va començar a funcionar i es van poder comprar noves locomotores i vagons.

### La Primera Guerra mundial
Amb la Primera Guerra Mundial, el Consell d'Administració quedà aïllat a Brussel·les, fet que va impedir la reparació de les màquines que s'espatllaven: només van quedar tres locomotores en funcionament.

### L'esplendor
En acabar el conflicte, s'intentà posar-hi remei. Al cap de poc, per culpa del nou director, que tenia un caràcter molt autoritari, els treballadors van anar a la vaga i es va haver de suspendre el servei durant una temporada. L'Estat hi hagué d'intervenir i durant un temps soldats del Regiment de Ferrocarrils hagueren de fer funcionar el tren. El 1921 s'inaugurà el tram entre Flaçà i Girona. Començaven els anys d'esplendor del Tramvia del Baix Empordà, amb més empleats i més maquinària. També es començaren a estudiar les possibilitats de construir la línia Girona - Banyoles i allargar-la fins a Sant Joan les Fonts, al costat d'Olot.
El 8 de setembre del 1922 Josep Maria Lacoma i Buxó (a qui el 1924 Alfons XIII concediria el títol de baró de Minguella), va adquirir l'empresa per 350.000 pessetes. Al cap de poc s'associà amb Pascual de Zulueta i formaren la societat Ferrocarriles Económicos Españoles S.A.. El 16 de març de 1928 s'inaugurà el tram Girona-Banyoles. després de 15 anys d'espera. L'empresa d'autobusos TEISA demanà el cessament del servei de ferrocarril, perquè el traçat de la via anava paral·lel al de la carretera i, per tant, perdien negoci. Aquell mateix any, també s'inaugurà un ramal entre l'estació de Palafrugell i la fàbrica de Manufacturas del Corcho S.A., cosa que evitava les demores del transport en carro.

### Crisi de l'empresa i guerra

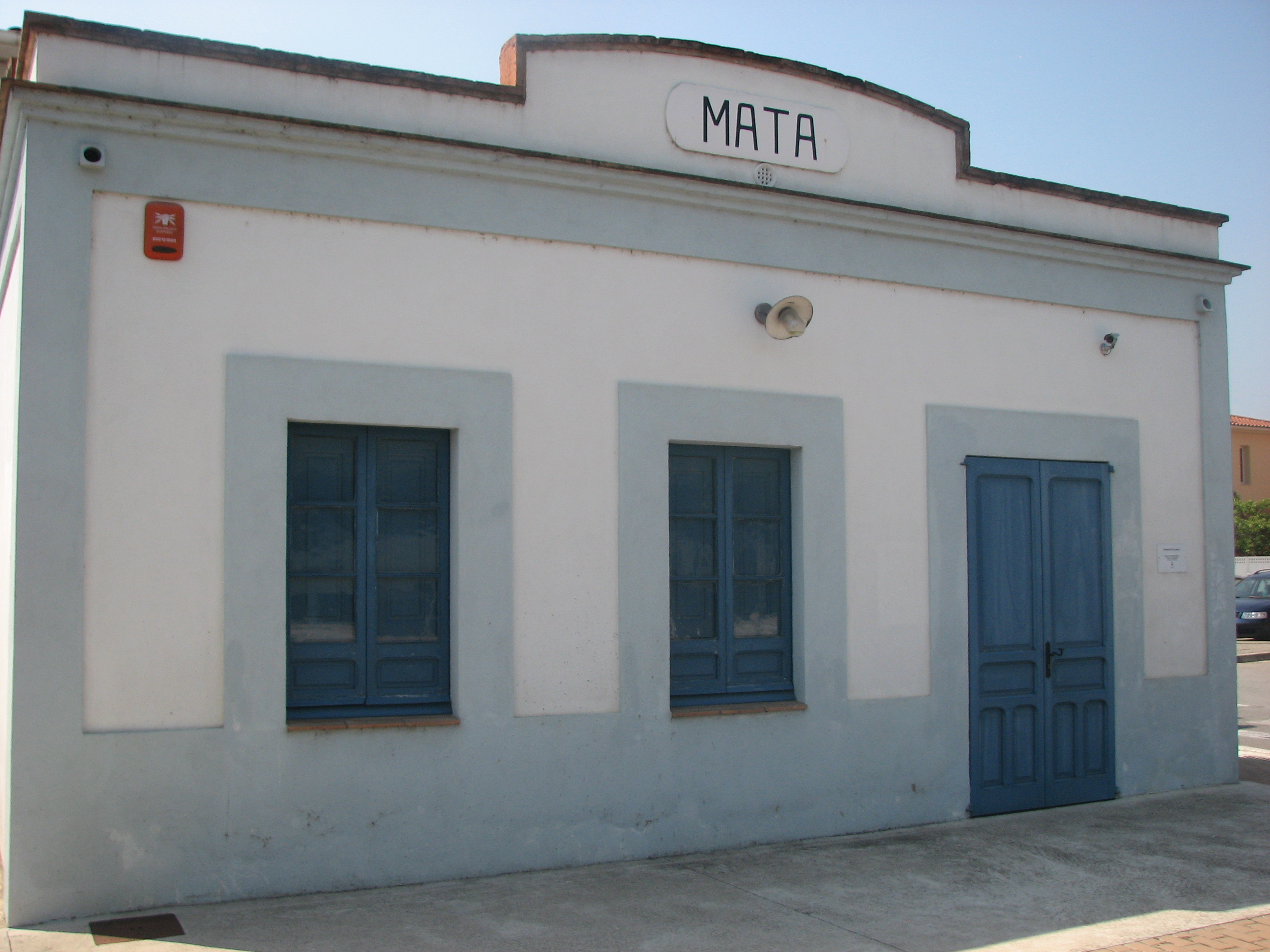
Baixador de Mata (Porqueres)

L'any 1931, l'empresa va entrar en una gran crisi. El 1936 la Generalitat va promoure un acord entre la Companyia i els treballadors perquè aquests portessin l'explotació del ferrocarril. Fou així com es creà la Cooperativa Obrera de Transports del Baix Empordà (C.O.T.B.E.) Tots els empleats van fer una petita inversió. Es compraren autocars per fer el transport de passatgers per carretera i reservar el ferrocarril per a les mercaderies. La companyia tingué la mala fortuna de començar el servei el 18 de juliol de 1936.
El 31 de juliol de 1938, representants del Consejo Nacional de Ferrocarriles es reuniren amb els corresponents de la C.O.T.B.E. per fer l'acta de confiscació del ferrocarril. Després de la guerra aquests treballadors que havien format la cooperativa -abans del conflicte bèl·lic- van ser considerats rojos i foren enviats a altres ferrocarrils de via estreta de fora de Catalunya.
El 1938 es produí el pitjor accident de la història del carrilet: en el Pont Major, un tren de viatgers va col·lidir amb un camió ple de gasolina, ja que el tren feia ziga-zaga per agafar bé la corba d'entrar a Sarrià de Ter. Amb el xoc, la gasolina es vessà i incendià el tren. Alguns passatgers es van llançar al riu, en veure les flames, però passava sec...

Durant la Guerra Civil el servei fou requisat per l'autoritat militar. Els autobusos s'enviaren al Front d'Aragó. Les estacions de Palamós i de la Bisbal d'Empordà quedaren quasi destruïdes pels bombardejos. En acabar la guerra el tren estava completament en ruïnes, amb estacions i ponts destruïts i el material mòbil abandonat. El 1941 va ser absorbida per l'organisme Explotación de Ferrocarriles por el Estado.

### La davallada
A partir de 1945 es van iniciar accions per electrificar i modernitzar la línia, i fins i tot es va fer un estudi per construir un ramal de RENFE de via ampla entre Flaçà i Palamós, però l'Estat no hi tenia cap interès i inicià les gestions per clausurar-lo. Per evitar-ho es desencadenà una gran campanya a nivell institucional. Els Ajuntaments de la comarca, amb l'alcalde de la Bisbal d'Empordà, Martí Piera al davant, la Cambra de Comerç i la Diputació s'oposaren dràsticament a la clausura, però la decisió ja estava presa. L'1 de març de 1956 el carrilet va fer el seu últim trajecte.

## Empreses al seu voltant
Transports Cañet era un negoci familiar de carreters de Palafrugell (Miquel Cañet Blay, Fortià Cañet Farrarons i Miquel Cañet Carreras) que es dedicaven al transport de tota mena de mercaderies des del Tren Petit cap a diferents empreses i negocis de la població. El seu fons documental es conserva a l'Arxiu Municipal de Palafrugell.

## Cultura popular
Tot i la comoditat que representava el fet de poder anar amb tren i no amb tartana, la qualitat del servei era dubtosa i així ho demostren les cançons populars sobre el tren Pinxo, tal com es coneixia a Banyoles, que més d'un cop s'havia d'aturar quan venien pujades:
"El tren pinxo de Banyoles

és el més petit que hi ha,

fet de llaunes i cassoles

i barrets de capellà.
Quan en troba una pujada
ja s'atura a mig camí,
dona temps al maquinista
 d'anar a beure un got de vi.
Els vagons són de primera,
mal cosits i apedaçats,
ningú viatja de tercera,
ni pagesos ni soldats.
Quan en passa sobre un pont,
sobretot ara a l'estiu,
 fa ballar els peixos del riu 
com si fos un gramofon."

L'escriptor palafrugellenc Bepes també li va dedicar un llarguíssim poema que comença així:
"Història neta de taca

que us diré molt orgullós

del petit tren de butxaca

de Girona a Palamós."